# NGC 5353
إن جي سي 5353 (بالألمانية: NGC 5353) التي يرمز لها بالرمز NGC 5353، هي مجرة، في كوكبة السلوقيان.

## الاكتشاف
اكتشفت في 14 يناير 1788، بواسطة ويليام هيرشل.